# Карл Абрагам
Карл Абрагам (нім. Karl Abraham; 3 травня 1877, Бремен — 25 грудня 1925, Берлін) — німецький психоаналітик, учень Зигмунда Фройда.

## Біографія
Батьками Карла були Натан Абрагам («Nathan Abraham»), єврейський релігійний вчитель (1842—1915) та його дружина (і кузина) Іда (1847—1929). Карл вивчав медицину у Вюрцбурзі та Берліні, де спеціалізувався на неврології. Докторську дисертацію захистив у Фрайбурзі. З 1904 до 1907 року працював у шпиталі Бурґгольцлі (Цюрих), яким керував професор Ойген Блойлер. Там Абрагам познайомився з психоаналізом.
Особиста зустріч з Зигмундом Фрейдом відбулася 1907 року. 1910 року Абрагам став учасником II Міжнародного психоаналітичного Конгресу і одним з організаторів міжнародної психоаналітичної асоціації. Повернувшись 1910 року до Німеччини, Абрагам став одним з членів-організаторів Берлінської психоаналітичної асоціації. 1920 року Абрагам увійшов до складу організаторів Берлінського психоаналітичного інституту, який нині носить його ім'я.
Карл Абрахам помер від інфекції легенів, ймовірно, зруйнованих раком легенів. Похований на парковому кладовищі Ліхтерфельде в Берліні.

## Наукова діяльність
Основні наукові праці Карла Абрагама присвячені психоаналітичної характерології, дослідженню ранніх ступенів психосексуального розвитку. Він також зробив істотний внесок в дослідження психології алкоголізму, маніакально-депресивного психозу, меланхолії, депресії, патологій, пов'язаних з ранніми сексуальними порушеннями.
Мав значний вплив на формування теорії об'єктних відносин та на дослідження травматичних неврозів.
Серед його аналізантів та учнів — Мелані Кляйн, Гелена Дойч, Георг Зіммель, М. В. Вульф.

## Наукові праці

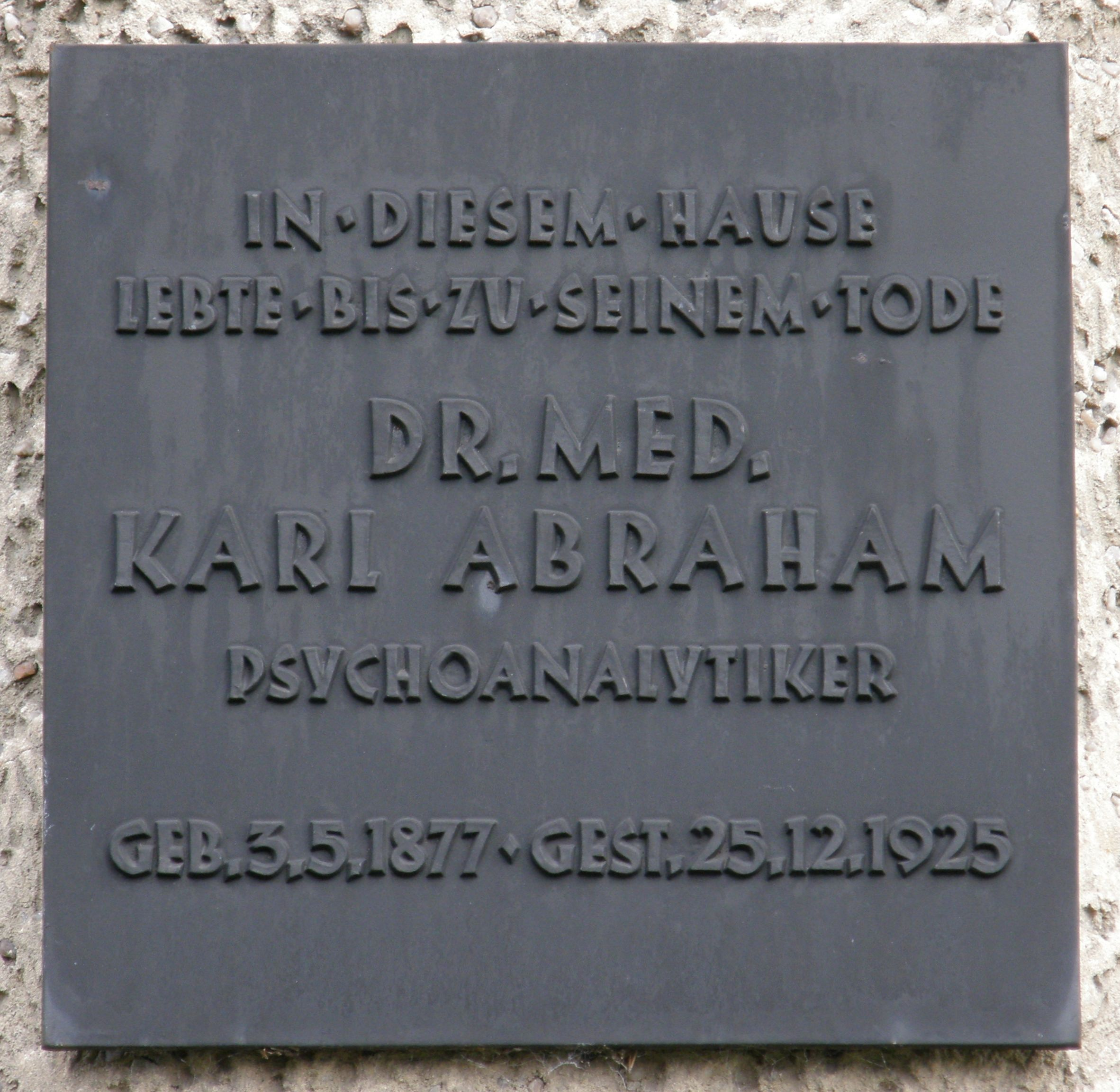
Меморіальна дошка на будинку Карла Абрагама

- Normentafel zur Entwicklungsgeschichte des Huhnes (with Prof. Keibel). (1900) Normentafeln zur Entwicklungsgeschichte der Wirbeltiere, Heft 2. Jena.
- Beiträge zur Entwicklungsgeschichte des Wellensittichs. (Inaugural Dissertation.) (1901) Anatomische Blätter (Anatomical Institute, Freiburg), Heft LVI/LVII. (Wiesbaden, I. F. Bergmann.)
- Psychoanalytische Studien. Gesammelte Werke in zwei Bänden. Hrsg. und eingeleitet von Johannes Cremerius. 2 Bände. Nachdruck (der Ausgabe von 1971). Psychosozial-Verlag, Gießen 1999.[9]

## Листування з Фройдом
- Sigmund Freud, Karl Abraham: Briefe 1907—1926. Hrsg. von Hilda C. Abraham und Ernst L. Freud. 2., korrigierte Auflage (1. Auflage 1965). S. Fischer, Frankfurt am Main 1980.
- Sigmund Freud, Karl Abraham: Briefwechsel 1907—1925. Hrsg. von Ernst Falzeder und Ludger M. Hermanns. 2 Bände. Vollständige Ausgabe. Turia + Kant, Wien 2009 (online bei der OAPEN Library: Band I [Архівовано 24 вересня 2015 у Wayback Machine.], Band II [Архівовано 3 червня 2018 у Wayback Machine.]).